# Линия Хайдзима (Сэйбу)
Линия Хайдзима (яп. 西武拝島線 сэйбу хайдзима сэн) — железнодорожная линия частного японского железнодорожного оператора Seibu Railway в Токио. Линия протянулась на 14,3 километра от станции Кодайра в городе Кодайра до станции Хайдзима в городе Акисима. Является ответвлением линии Синдзюку.

## История
- 2 ноября, 1928: Открыт участок линии Tamako Railway от станции Хагияма до станции Хон-Кодайра.
- 15 августа 1932: Данный участок электрифицирован.
- 12 марта 1940: Компания Tamako Railway входит в состав Musashino Railway (предшественника Seibu Railway).
- 15 ноября 1949: Закрыта станция Хон-Кодайра и открыта новая станция — Кодайра.
- 15 мая 1950: Открыта линия Дзёсуй от станции Огава до станции Тамагавадзёсуй. Открыта станция Омэбаси.
- 12 октября 1954: Участок от станции Огава до станции Тамагавадзёсуй электрифицирован.
- 1 сентября 1962: Открыт участок от станции  Хигияма до станции Огава.
- 7 ноября 1967: Линия стала двупутной.
- 15.5.1968: Открыт участок от станции Хайдзима до станции Тамагавадзёсуй. Открыта станция Сэйбу-Татикава. Линия получила назвнание — линия Хайдзима.
- 25 марта 1979: Станция Омэбаси переименована в Хигасияматоси.
- 7 декабря 1979: Линия стала двупутной на участке от станции Хагияма до станции Огава.
- 12 декабрь 1983: Открылась станция Мусаси-Сагава.
- 5 марта 1987: Открыт разъезд Ниси-Огава. Линия стала двупутной на участке от Ниси-Огава до Хигасияматоси.
- 2 ноября 1988: Линия стала двупутной на участке от станции Хигасияматоси до станции Тамагавадзёсуй.
- 29 марта 1991: Линия стала двупутной на участке от станции Огава до Ниси-Огава, разъезд Ниси-Огава закрыт.
- 14 июня 2008: По линии начал ходить экспресс типа Haijima Rapid.

## Станции
S: останавливается
|: проезжает
| Станция         | Расстояние (км) | Расстояние от конечной | Расстояние от конечной | Local | Semi Express | Express | Haijima Rapid | Пересадки                                                                                                | Расположение  |
| Станция         | Расстояние (км) | от станции Кодайра     | от Сэйбу-Синдзюку      | Local | Semi Express | Express | Haijima Rapid | Пересадки                                                                                                | Расположение  |
| --------------- | --------------- | ---------------------- | ---------------------- | ----- | ------------ | ------- | ------------- | --- | ------------- |
| Кодайра         | -               | 0.0                    | 22.6                   | S     | S            | S       | S             | Seibu Railway：Линия Синдзюку （сквозное сообщение до Сэйбу-Синдзюку)                                    | Кодайра       |
| Хагияма         | 1.1             | 1.1                    | 23.7                   | S     | S            | S       | \|            | Seibu Railway：Линия Тамако （ограниченное сквозное сообщение от станции Сэйбу-Юэнти до Сэйбу-Синдзюку） | Хигасимураяма |
| Огава           | 1.6             | 2.7                    | 25.3                   | S     | S            | S       | \|            | Seibu Railway：Линия Кокубундзи                                                                          | Кодайра       |
| Хигасияматоси   | 3.0             | 5.7                    | 28.3                   | S     | S            | S       | \|            | | Хигасиямато   |
| Тамагавадзёсуй  | 1.5             | 7.2                    | 29.8                   | S     | S            | S       | S             | Tama Toshi Monorail Line                                                                                 | Татикава      |
| Мусаси-Сунагава | 2.4             | 9.6                    | 32.2                   | S     | S            | S       | S             | | Татикава      |
| Сэйбу-Татикава  | 2.0             | 11.6                   | 34.2                   | S     | S            | S       | S             | | Татикава      |
| Хайдзима        | 2.7             | 14.3                   | 36.9                   | S     | S            | S       | S             | JR East：Линия Омэ・Линия Ицукаити・Линия Хатико                                                         | Акисима       |